# Антті Лааксонен
Антті Лааксонен (фін. Antti Laaksonen, нар. 3 жовтня 1973, Таммела) — колишній фінський хокеїст, що грав на позиції крайнього нападника. Грав за збірну команду Фінляндії.
Провів понад 500 матчів у Національній хокейній лізі. 

## Ігрова кар'єра
Хокейну кар'єру розпочав на батьківщині 1992 року виступами за команду ГПК.
1997 року був обраний на драфті НХЛ під 191-м загальним номером командою «Бостон Брюїнс». 
Протягом професійної клубної ігрової кар'єри, що тривала 18 років, захищав кольори команд ГПК, «Бостон Брюїнс», «Міннесота Вайлд», «Колорадо Аваланч», «Фрібур-Готтерон» та «Лукко».
Загалом провів 508 матчів у НХЛ, включаючи 25 ігор плей-оф Кубка Стенлі.
Виступав за збірну Фінляндії, провів 25 ігор в її складі.

## Нагороди та досягнення
- Срібний призер чемпіонату світу 2001.
- Срібний призер Кубка світу 2004.
- Срібний призер Олімпійських ігор 2006.

## Статистика

### Клубні виступи
| Сезон        | Клуб                | Ліга         | Регулярний сезон | Регулярний сезон | Регулярний сезон | Регулярний сезон | Регулярний сезон | Плей-оф | Плей-оф | Плей-оф | Плей-оф | Плей-оф |
| Сезон        | Клуб                | Ліга         | І                | Г                | П                | О                | ШХ               | І       | Г       | П       | О       | ШХ      |
| ------------ | ------------------- | ------------ | ---------------- | ---------------- | ---------------- | ---------------- | ---------------- | ------- | ------- | ------- | ------- | ------- |
| 1992–93      | ГПК                 | СМ-Ліга      | 2                | 0                | 0                | 0                | 0                | —       | —       | —       | —       | —       |
| 1993–94      | Університет Денвера | НКАА         | 36               | 12               | 9                | 21               | 38               | —       | —       | —       | —       | —       |
| 1994–95      | Університет Денвера | НКАА         | 40               | 17               | 18               | 35               | 42               | —       | —       | —       | —       | —       |
| 1995–96      | Університет Денвера | НКАА         | 38               | 25               | 28               | 53               | 71               | —       | —       | —       | —       | —       |
| 1996–97      | Університет Денвера | НКАА         | 39               | 21               | 17               | 38               | 63               | —       | —       | —       | —       | —       |
| 1997–98      | «Шарлотт Чекерс»    | ХЛСУ         | 15               | 4                | 3                | 7                | 12               | 6       | 0       | 3       | 3       | 0       |
| 1997–98      | «Провіденс Брюїнс»  | АХЛ          | 38               | 3                | 2                | 5                | 14               | —       | —       | —       | —       | —       |
| 1998–99      | «Бостон Брюїнс»     | НХЛ          | 11               | 1                | 2                | 3                | 2                | —       | —       | —       | —       | —       |
| 1998–99      | «Провіденс Брюїнс»  | АХЛ          | 66               | 25               | 33               | 58               | 52               | 19      | 7       | 2       | 9       | 28      |
| 1999–00      | «Бостон Брюїнс»     | НХЛ          | 27               | 6                | 3                | 9                | 2                | —       | —       | —       | —       | —       |
| 1999–00      | «Провіденс Брюїнс»  | АХЛ          | 40               | 10               | 12               | 22               | 57               | 14      | 5       | 4       | 9       | 4       |
| 2000–01      | «Міннесота Вайлд»   | НХЛ          | 82               | 12               | 16               | 28               | 24               | —       | —       | —       | —       | —       |
| 2001–02      | «Міннесота Вайлд»   | НХЛ          | 82               | 16               | 17               | 33               | 22               | —       | —       | —       | —       | —       |
| 2002–03      | «Міннесота Вайлд»   | НХЛ          | 82               | 15               | 16               | 31               | 26               | 16      | 1       | 3       | 4       | 4       |
| 2003–04      | «Міннесота Вайлд»   | НХЛ          | 77               | 12               | 14               | 26               | 20               | —       | —       | —       | —       | —       |
| 2005–06      | «Колорадо Аваланч»  | НХЛ          | 81               | 16               | 18               | 34               | 40               | 9       | 0       | 2       | 2       | 2       |
| 2006–07      | «Колорадо Аваланч»  | НХЛ          | 41               | 3                | 1                | 4                | 16               | —       | —       | —       | —       | —       |
| 2006–07      | «Олбані Рівер-Ретс» | АХЛ          | 24               | 9                | 7                | 16               | 4                | 1       | 0       | 0       | 0       | 0       |
| 2007–08      | «Фрібур-Готтерон»   | НЛА          | 46               | 12               | 13               | 25               | 44               | 6       | 1       | 0       | 1       | 14      |
| 2008–09      | «Лукко»             | СМ-Л         | 51               | 17               | 23               | 40               | 66               | —       | —       | —       | —       | —       |
| 2009–10      | «Лукко»             | СМ-Л         | 47               | 9                | 14               | 23               | 46               | 4       | 0       | 1       | 1       | 4       |
| Усього в НХЛ | Усього в НХЛ        | Усього в НХЛ | 483              | 81               | 87               | 168              | 152              | 25      | 1       | 5       | 6       | 6       |

### Збірна
| Рік                | Команда            | Турнір             | Місце              | І  | Г | П | О | ШХ |
| ------------------ | ------------------ | ------------------ | ------------------ | -- | - | - | - | -- |
| 1993               | Фінляндія          | МЧС                | 5-е                | 7  | 2 | 0 | 2 | 2  |
| 2001               | Фінляндія          | ЧС                 | 2                  | 9  | 2 | 4 | 6 | 8  |
| 2004               | Фінляндія          | ЧС                 | 6-е                | 7  | 1 | 2 | 3 | 2  |
| 2004               | Фінляндія          | КС                 | 2                  | 1  | 0 | 0 | 0 | 0  |
| 2006               | Фінляндія          | ОІ                 | 2                  | 8  | 0 | 0 | 0 | 6  |
| Молодіжна збірна   | Молодіжна збірна   | Молодіжна збірна   | Молодіжна збірна   | 7  | 2 | 0 | 2 | 2  |
| Національна збірна | Національна збірна | Національна збірна | Національна збірна | 25 | 3 | 6 | 9 | 16 |